# ベルヴュー

ベルヴューの紋章

ベルヴュー（Bellevue）はスイス連邦・ジュネーヴ州のレマン湖右岸に面した基礎自治体（コミューン）。ジュネーヴ州のコレ・ボッシー、ジャント、グラン＝サコネ、プレニー・シャンベジーのコミューン、フランス・アン県のフェルネイ＝ヴォルテールに囲まれている。

## データ
- 面積:4.35 km²
- 人口:2918人(2008年1月)